# Rosta
Rosta (Rosta in piemontese, pronuncia [ˈrʊsta]) è un comune italiano di 5 097 abitanti della città metropolitana di Torino in Piemonte, conurbato nell'area metropolitana del capoluogo piemontese, a circa 20 km ovest dal capoluogo piemontese, nella bassa valle di Susa.

## Storia

### Origini e toponimo
È probabile che esistesse un presidio celtico già nel periodo immediatamente pre-romano chiamato Rustà, ovvero "salita", per indicare un luogo situato sopra un'altura. Furono ritrovati resti di quel periodo presso frazione Corbiglia sulla collina morenica, e nella zona più bassa della Stazione. Tuttavia, tali tracce rimangono scarse e sono state parzialmente disperse nel tempo.
 Successivamente, fu stazione di transito dei passaggi dei Romani verso le Gallie, come anche delle legioni di Costantino nel IV secolo.

### Medioevo
Il luogo rimane menzionato soltanto come stazione di passaggio, ma è soltanto a partire dal XII secolo circa, quando papa Callisto II visitò la Precettoria di Sant'Antonio di Ranverso della vicina Buttigliera Alta e in un documento del 1236 riguardo a diverse pezze di terreno nella zona di Rivoli, che viene ufficialmente trascritto il toponimo Rosta — ab immemorabili" — ovvero da lungo tempo. Non vi sono testimonianze circa il numero di abitanti della zona, né se la zona stessa fosse abitata o meno a quell'epoca.
 Le testimonianze circa monumenti pubblici o religiosi riguardano per lo più la sosta dei pellegrini: infatti il circondario di Rosta è situato sul tracciato storico della Via Francigena.

### Dopo il XV secolo
Principalmente territorio rurale di campi e boschi, sovente infestati da lupi, fu poi annessa alla stessa città di Torino e, intorno al XV secolo, a Rivoli e al Castello di Rivoli, di cui divenne frazione insieme alla vicina località Ponata. Negli anni 1626-1627, gli Status Animarum testimoniano per la prima volta il numero degli abitanti di Rosta: una quarantina, suddivisi su due soli gruppi familiari, interamente di contadini. Non è però certo se l'imminente pestilenza del 1630 abbia ridotto la popolazione negli anni immediatamente a seguire. Quel che è certo è che nei decenni successivi, la popolazione conobbe un cospicuo aumento, che portò alla richiesta di status di comune indipendente, per la prima volta, dalla Collegiata di Rivoli, che già a metà del secolo istituì la cappellanìa nel luogo. Fu poi eletta a comune indipendente il 26 agosto 1694.

### Il Settecento

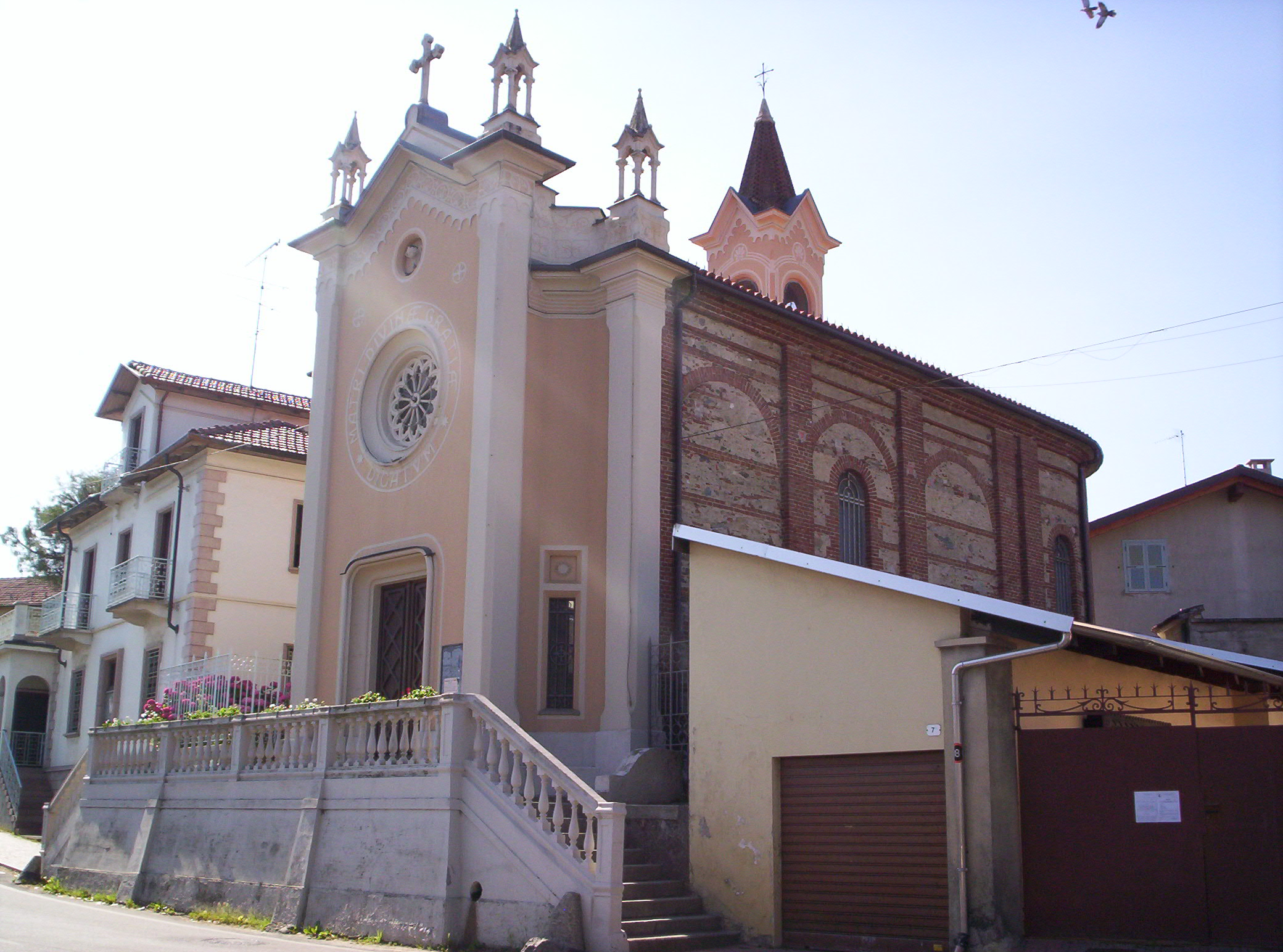
La cappella di Santa Maria delle Grazie

Rosta, ormai un centro di circa duecento abitanti, si dotò per la prima volta di una Casa Comunale e iniziò all'inizio del Settecento la costruzione della sua chiesa, dedicata a san Michele arcangelo. La zona vide il passaggio dell'esercito francese diretto all'assedio di Torino del 1706 e più tardi quello di Napoleone e dell'esercito austro-ungarico, per lo più con conseguenti devastazioni e saccheggi nella zona.

### L'Ottocento
La popolazione ammontava intorno alle cinquecento unità. Nel 1835 la Parrocchia di Rosta divenne autonoma da quella di Rivoli, mentre intorno al 1850 il borgo si dotò di una scuola pubblica e di una stazione della nascente ferrovia della tratta Torino - Susa. Nel 1873 arrivò anche il servizio postale e successivamente, quindici anni dopo, anche il servizio telefonico.

### Il Novecento

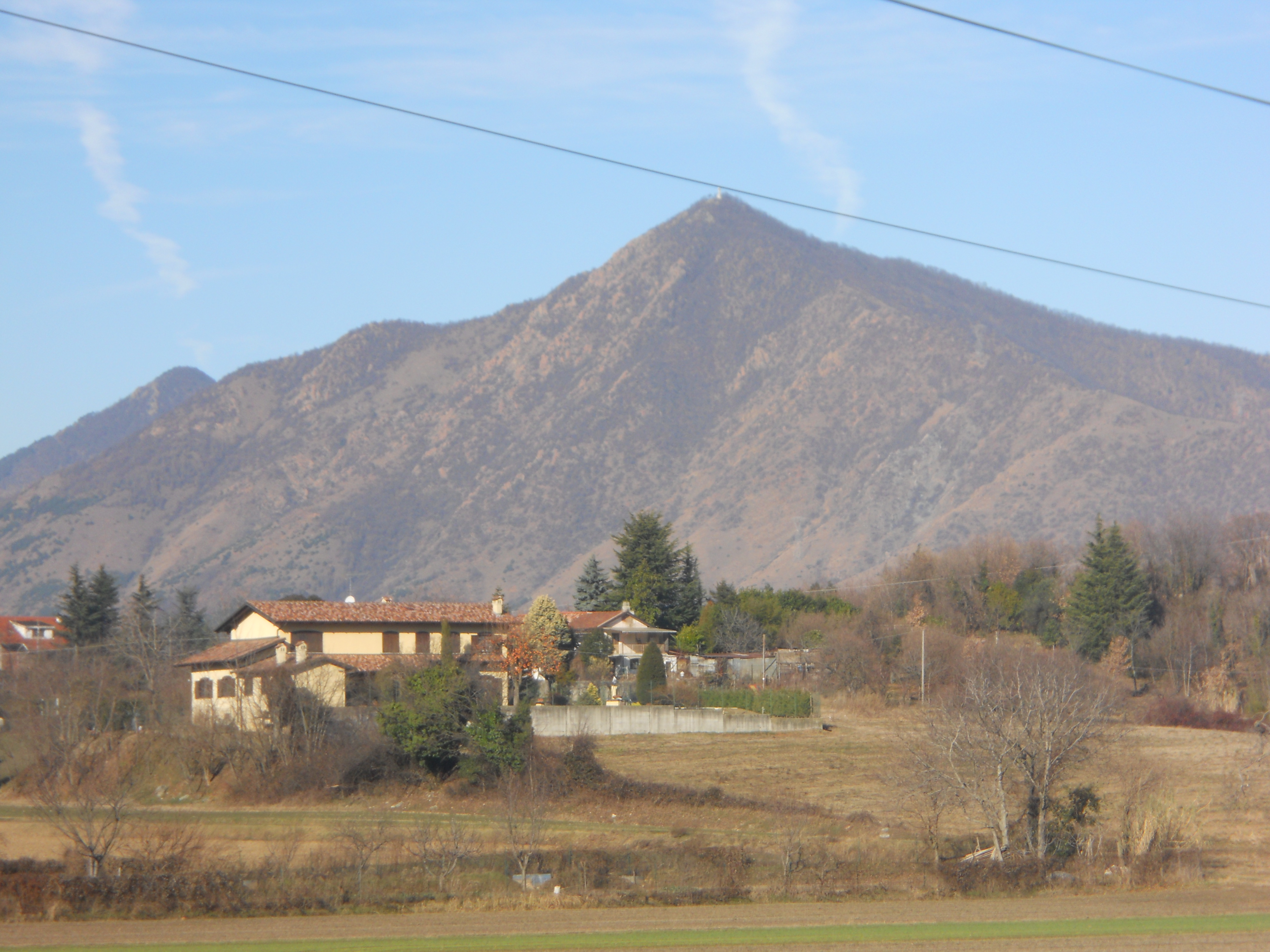
Il Monte Musinè, visto dalle campagne di Rosta

All'inizio del secolo, Rosta vede la completa ricostruzione della cappella della Madonna delle Grazie, ormai pericolante e disagevole: l'antica costruzione, risalente forse al Quattrocento era stata intitolata a san Rocco ed edificata a sua volta sul luogo di un antico pilone dedicato a san Sebastiano. In questi anni anche l'antico municipio (all'interno del borgo) viene sostituito dal nuovo edificio comunale, ancora in uso.
Negli anni a cavallo del 1912 Rosta si dotò dell'illuminazione pubblica, mentre a partire dal 1920 inizia la costruzione dell'acquedotto, inizialmente gestito da alcuni privati e successivamente dal Comune.
Nel 1985 si costruì il depuratore delle acque.
Nel 1990 nasce la biblioteca comunale, intitolata al poeta locale Augusto Querro.

### Simboli
Lo stemma e il gonfalone sono stati concessi con DPR del 30 luglio 1953.
Il gonfalone è un drappo partito di bianco e di rosso.

## Monumenti e luoghi d'interesse
- Abbazia di Sant'Antonio di Ranverso
- Collina Morenica di Rivoli-Avigliana
- Pera Grossa

## Società

### Evoluzione demografica
Negli ultimi cinquant'anni, dal 1971 ad oggi, la popolazione residente è quadruplicata.
Abitanti censiti

### Etnie e minoranze straniere
Secondo i dati ISTAT al 31 dicembre 2017 la popolazione straniera residente era di 220 unità e rappresenta il 4,4% della popolazione residente. Le nazionalità maggiormente rappresentate in base alla loro percentuale sul totale della popolazione residente erano:
- Romania 127 persone (2,4%)

## Cultura

### Biblioteche
A Rosta è presente la biblioteca comunale dal 1990, in seguito a una richiesta presentata da alcuni cittadini. Dal 1999 è stata intitolata al poeta locale Augusto Querro. Situata nelle vicinanze degli istituti scolastici, è stata una delle biblioteche che per prima è entrata nel sistema SBAM (Sistema Bibliotecario Area Metropolitana).

## Amministrazione

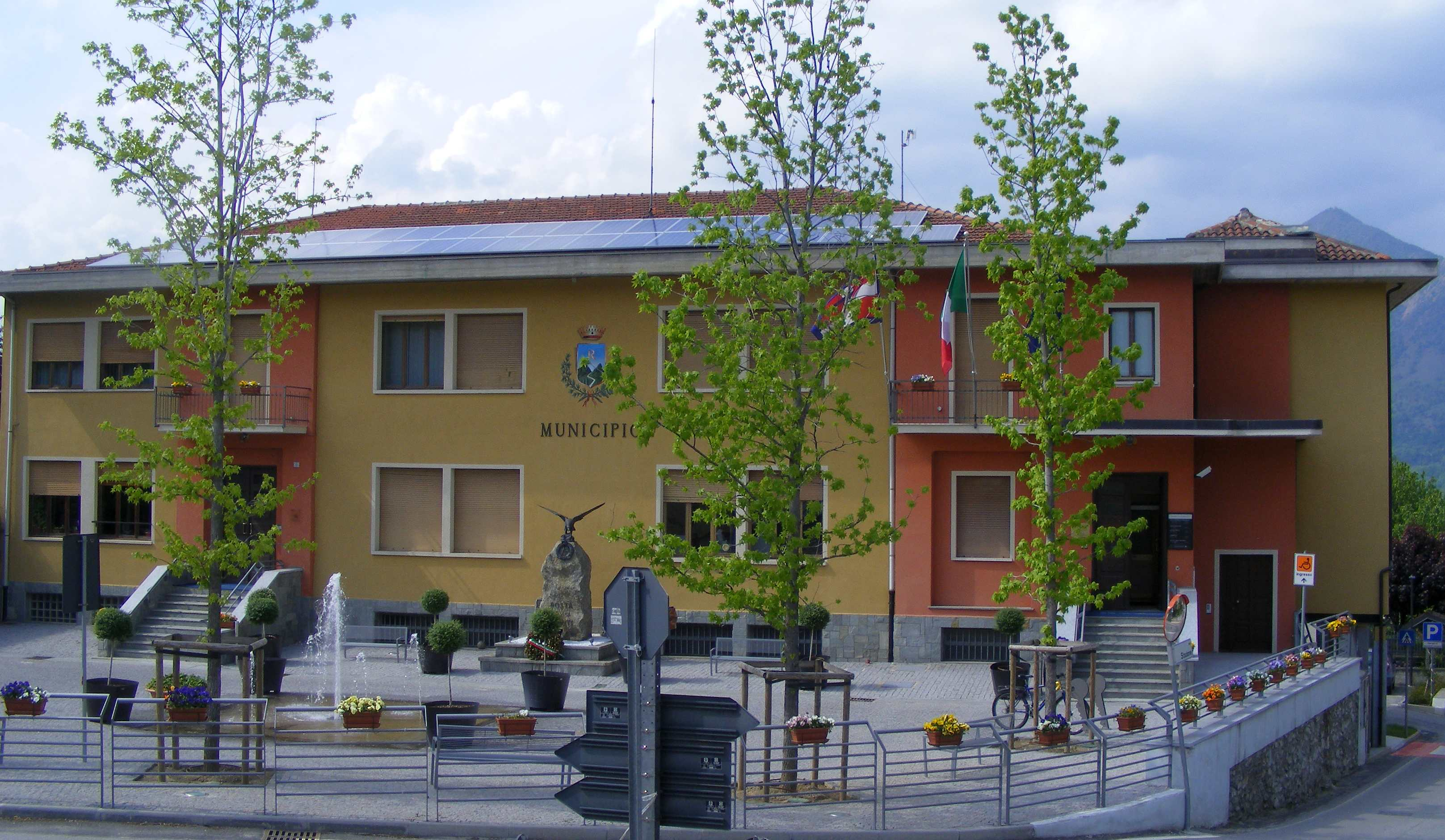
Il municipio (a destra la cima del Musinè)

| Periodo | Periodo   | Primo cittadino   | Partito      | Carica  | Note |
| ------- | --------- | ----------------- | ------------ | ------- | ---- |
| 2002    | 2007      | Paolo De Nigris   | lista civica | Sindaco |      |
| 2007    | 2012      | Andrea Tragaioli  | lista civica | Sindaco |      |
| 2012    | 2017      | Andrea Tragaioli  | lista civica | Sindaco |      |
| 2017    | in carica | Domenico Morabito | lista civica | Sindaco |      |

### Gemellaggi
- Bojnice
- Valle d'Istria.

## Sport

### Calcio
La principale squadra di calcio della città è l'A.S.D. Rosta Calcio che milita nel girone F di Seconda Categoria.

### Calcio 5
La principale squadra di calcio a 5 è l'A.S.D. Academy Rosta C5, categoria C2, presidente Giuseppe Larinese.

### Pallacanestro
Società A.S.D. Rosta Basket, presidente Loredana Verna.